# Sébastien-Roch Nicolas de Chamfort
Pour les articles homonymes, voir Sébastien Roch et Chamfort.
Sébastien-Roch Nicolas, qui prit par la suite le nom de Chamfort, est un poète, journaliste et moraliste français, né le 6 avril 1740 à Clermont-Ferrand et mort le 13 avril 1794 à Paris.

## Biographie

### Jeunesse
Aujourd’hui encore, la naissance de Chamfort est entourée de nombreux mystères. D'après le registre des naissances de la paroisse de Saint-Genès, à Clermont-Ferrand, Chamfort serait né le 6 avril 1740, fils légitime de François Nicolas, marchand épicier, et de Thérèse Croiset, son épouse. Toutefois, un second registre, le nommant « Sébastien Roch » le fait naître le 22 juin de « parents inconnus. Selon Claude Arnaud, en revanche, il est baptisé le 22 juin en l'église Saint-Genès ; il reçoit exactement le même nom de baptême qu'un autre enfant mort, baptisé le 5 avril ». Quoi qu'il en soit, tous ses biographes s'accordent à considérer que Chamfort était un enfant naturel. Selon la tradition locale, il est le fils naturel de Jacqueline de Montrodeix, née Cisternes de Vinzelles, et de Pierre Nicolas, un chanoine de la cathédrale Notre-Dame de Clermont-Ferrand,, tandis que d'après Roederer, il s'agirait d'un chanoine de la Sainte-Chapelle. D'après cette version, l'enfant a été adopté par l'épicier François Nicolas, parent de Pierre Nicolas, et sa femme, Thérèse Creuzet ou Croizet,, qui auraient, selon Joseph Epstein, perdu leur propre enfant, né le même jour que lui.
Certains ouvrages le font naître le 6 avril 1741, voire le présentent comme le fils d'une paysanne, ou d'une dame de compagnie d'une riche famille, et d'un père inconnu.
À partir de 1750, il fit ses études comme boursier au collège des Grassins, sur la montagne Sainte-Geneviève, à Paris, recommandé par Jacques Morabin ; il y remporta les premiers prix de l'Université. Il s'y montra un élève brillant et fantasque, qui alla jusqu'à faire une fugue au cours de laquelle il pensa s'embarquer pour l'Amérique avec un camarade, Pierre Letourneur, le futur introducteur d'Ossian en France, et partit pour le port de Cherbourg. On lui pardonna et il put terminer ses études.
Il prit en entrant dans le monde le nom de « Chamfort » à la place du simple nom de Nicolas qu'il avait porté jusque-là.

### Carrière littéraire

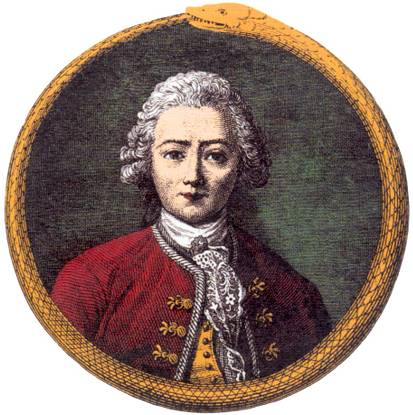
Nicolas Chamfort jeune.

Débutant par quelques articles au Journal encyclopédique et une collaboration au Vocabulaire français, il se fit connaître de bonne heure par des prix de poésie remportés à l'Académie, donna au Théâtre-Français quelques comédies qui réussirent, et s'attacha pour vivre à diverses entreprises littéraires. Il fit une carrière d'homme de lettres qui le conduisit à l'Académie, mais contracta très tôt la syphilis, maladie vénérienne dont il ne guérit jamais véritablement et qui, outre de le tenir dans un état valétudinaire tout le reste de sa vie, donna à son œuvre une teinte d'amertume et de misanthropie. Initié à la franc-maçonnerie en 1778, il fut élu à l'Académie française en 1781 au fauteuil no 6.
Sa réputation parvint jusqu'aux membres de la famille royale. Il fut choisi par le prince de Condé pour être secrétaire de ses commandements. Il devint ensuite en 1784 secrétaire ordinaire et du Cabinet de Madame Elisabeth, sœur du roi Louis XVI. Avant la Révolution, il fut un des écrivains les plus appréciés par les salons parisiens ; brillant et spirituel, il écrivit des pièces de théâtre.
L'œuvre la plus célèbre et la seule lue de Chamfort a été publiée en 1795 par son ami Pierre-Louis Ginguené : Maximes et pensées, caractères et anecdotes, tirée des notes manuscrites qu'il avait laissées de Maximes et Pensées et de Caractères et Anecdotes.

« En France, on laisse en repos ceux qui mettent le feu, et on persécute ceux qui sonnent le tocsin. »

— (Sébastien-Roch-Nicolas de Chamfort, Œuvres complètes de Chamfort, vol. 2, éditées par Maradan, 1812)

« Quand il se fait quelque sottise publique, je songe à un petit nombre d'étrangers qui peuvent se trouver à Paris, et je suis prêt à m'affliger, car j'aime toujours ma patrie. »

— (idem)
Sébastien-Roch Nicolas de Chamfort souhaitait publier ses écrits sous le titre de Produits de la civilisation perfectionnée.

### Vie sentimentale
À l'été 1781, il entama une liaison avec Anne-Marie Buffon, veuve d'un médecin du comte d'Artois, un peu plus âgée que lui, qui fut le grand amour de sa vie. Au printemps 1783, le couple se retira dans un manoir appartenant à Madame Buffon, où celle-ci mourut brusquement le 29 août suivant.
Désespéré, Chamfort écrivit ce poème, où transparaît sa douleur :
Dans ce moment épouvantable,

Où des sens fatigués, des organes rompus,

La mort avec fureur déchire les tissus,

Lorsqu'en cet assaut redoutable

L'âme, par un dernier effort,

Lutte contre ses maux et dispute à la mort

Du corps qu'elle animait le débris périssable ;

Dans ces moments affreux où l'homme est sans appui,

Où l'amant fuit l'amante, où l'ami fuit l'ami,

Moi seul, en frémissant, j'ai forcé mon courage

À supporter pour toi cette effrayante image.

De tes derniers combats j'ai ressenti l'horreur ;

Le sanglot lamentable a passé dans mon cœur ;

Tes yeux fixes, muets, où la mort était peinte,

D'un sentiment plus doux semblaient porter l'empreinte ;

Ces yeux que j'avais vus par l'amour animés,

Ces yeux que j'adorais, ma main les a fermés !
— À celle qui n'est plus, Œuvres complètes de Chamfort, chez Maradan, Paris, 1812, t. II, p. 406.

### Révolution
Accueillant avec enthousiasme la venue de la Révolution française, il suivit les États généraux à Versailles. Engagé par Mirabeau comme rédacteur anonyme de son journal, il assista au serment du Jeu de Paume et applaudit à la prise de la Bastille. Éminence grise de Talleyrand et de Mirabeau, dont il rédigeait partiellement les discours et les rapports, il entra avec eux à la Société des Trente. Lié à Sieyès, il trouva le titre de sa brochure : Qu'est-ce que le tiers état ?. Par ailleurs, plusieurs journaux, en particulier le Mercure de France, l'accueillaient dans leurs colonnes.
Il entra, avec Talleyrand et Mirabeau, au club de 1789, fondé par La Fayette en avril 1790, où il ne demeura qu'un an, avant de le quitter au moment de la fuite de Louis XVI et son arrestation à Varennes, et rejoignit le Club des jacobins, où il fut élu au comité de correspondance, avec pour mission d'empêcher l'adhésion des filiales provinciales au Club des feuillants.
Quand l'Assemblée constituante se sépara, il quitta les jacobins et se présenta, en vain, à l'Assemblée législative, avant de se consacrer à la publication des Tableaux de la Révolution française. À l'époque, il appela à une radicalisation de la Révolution.
Opposé, comme Robespierre, à la guerre contre l'Autriche, il rallia cependant la Gironde, plus « par affinité de personne que par choix politique. » Rédacteur en chef de la Gazette de France, selon toute probabilité, de mai 1792 à janvier 1793, le ministre de l'Intérieur Jean-Marie Roland de La Platière le nomma bibliothécaire de la Bibliothèque nationale le 19 août 1792, cependant que Manon Roland l'accueillait dans son salon.
Il fut chargé[Quand ?] par le ministre des Affaires étrangères Lebrun d'une correspondance secrète avec les indépendantistes irlandais, afin de sonder leurs dispositions, correspondance qui fut saisie lors de son arrestation.
En effet, pour s'être réjoui de la mort de Marat, il fut dénoncé le 21 juillet 1793 par un employé de la bibliothèque et emprisonné aux Madelonnettes, le 2 septembre. Relâché deux jours plus tard sur ordre du Comité de sûreté générale, il demeura sous surveillance avec deux autres bibliothécaires, le neveu de l'abbé Barthélemy et Grégoire-Desaunays, et tenta en vain de se disculper. Le 9 septembre, il démissionna de la Bibliothèque nationale.

### Tentative de suicide et mort

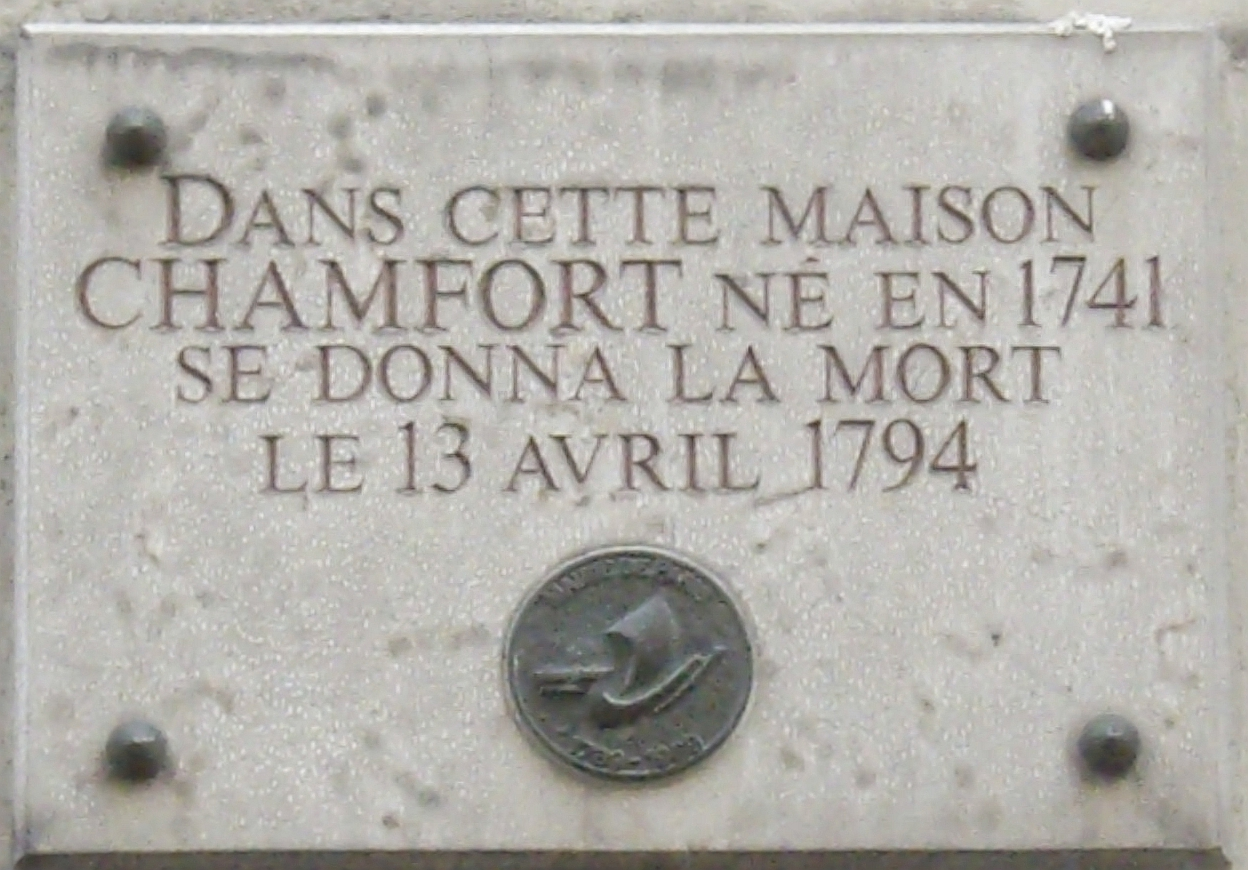
Plaque au no 10 rue Chabanais à Paris.

Toutefois, de nouveau menacé d'arrestation, et ne supportant pas l'idée de retourner en prison, il tente de se suicider le 14 novembre 1793. Sa tentative représente le comble du suicide raté : il s'enferme dans son cabinet et se tire une balle dans le visage. Le pistolet fonctionne mal et, s'il perd le nez et une partie de la mâchoire, il ne parvient pas à se tuer. Il se saisit alors d'un coupe-papier et tente de s'égorger mais, malgré plusieurs tentatives, ne parvient pas à trouver d'artère. Il utilise alors le même coupe-papier pour « fouiller sa poitrine » et ses jarrets.
Épuisé, il perd connaissance. Son valet, alerté, le retrouve dans une mare de sang. Malgré tous les efforts de Chamfort pour se supprimer, on parvient quand même à le sauver grâce à une intervention chirurgicale. Il n'est pas remis de ses blessures quand, fin janvier 1794, les poursuites à son encontre sont abandonnées. Atteint d'une humeur dartreuse et très affaibli, il meurt le 13 avril suivant au 10, de la rue Chabanais à Paris.

## Œuvres
Ses écrits les plus estimés au XIXe siècle selon le Dictionnaire Bouillet sont :
- Éloge de Molière, couronné (1769) ;
- Éloge de La Fontaine (1774) ;
- La Jeune Indienne (1764) ;
- Le Marchand de Smyrne, comédies (1770) ;
- Mustapha et Zéangir, tragédie (1778) ;
- Maximes et Pensées, Caractères et Anecdotes (1795), à titre posthume.

Plusieurs de ses ouvrages se sont perdus, entre autres un Commentaire sur La Fontaine (il n'en a paru qu'une partie dans les Trois Fabulistes, 1796).
Ses œuvres ont été rassemblées en tout ou partie :
- par Pierre Louis Ginguené, 1795, 4 vol. in-8°. ;
- par Charles Joseph Colnet Du Ravel, 1808, 2 vol. in-8° ;
- par Pierre René Auguis, 1824, 5 vol. in-8° ;
- par Pierre Grosclaude, 1953, 2 vol. (Imprimerie Nationale)
- par Lionel Dax, 2009, 2 vol.

Chamfort brillait surtout par l'esprit : on a fait, sous le titre de Chamfortiana, un recueil de ses bons mots, paru en 1800.

## Influence de Chamfort
L'influence de Chamfort est importante sur les Romantiques allemands, notamment sur les frères Schlegel, et plus spécialement chez Friedrich Schlegel. L'idée de « fragment » chez Chamfort est l'une des sources du « fragment romantique ».
Il fut aussi particulièrement apprécié et considéré comme un des plus grands moralistes, le maître des maximes en France, par deux autres penseurs adeptes de l'écriture fragmentaire : Nietzsche et Cioran, mais également admiré par Camus, qui parle de sa « supériorité qui se sépare des hommes », sa « rage de la pureté », et le considère comme « le moraliste de la révolte, dans la mesure précise où il a fait toute l'expérience de la révolte en la tournant contre lui-même, son idéal étant une sorte de sainteté désespérée. »

## Pour approfondir